# Liste der meistgestreamten Lieder auf Spotify
Die Liste enthält die Top 100 der meist gestreamten Songs auf der größten Musikstreaming-Plattform Spotify. Das weltweit meistgestreamte Lied ist Blinding Lights des kanadischen Sängers The Weeknd. Post Malone und Ed Sheeran sind mit jeweils fünf Liedern in den Top 100 die am häufigsten vertretenen Künstler.

## Meistgestreamte Lieder

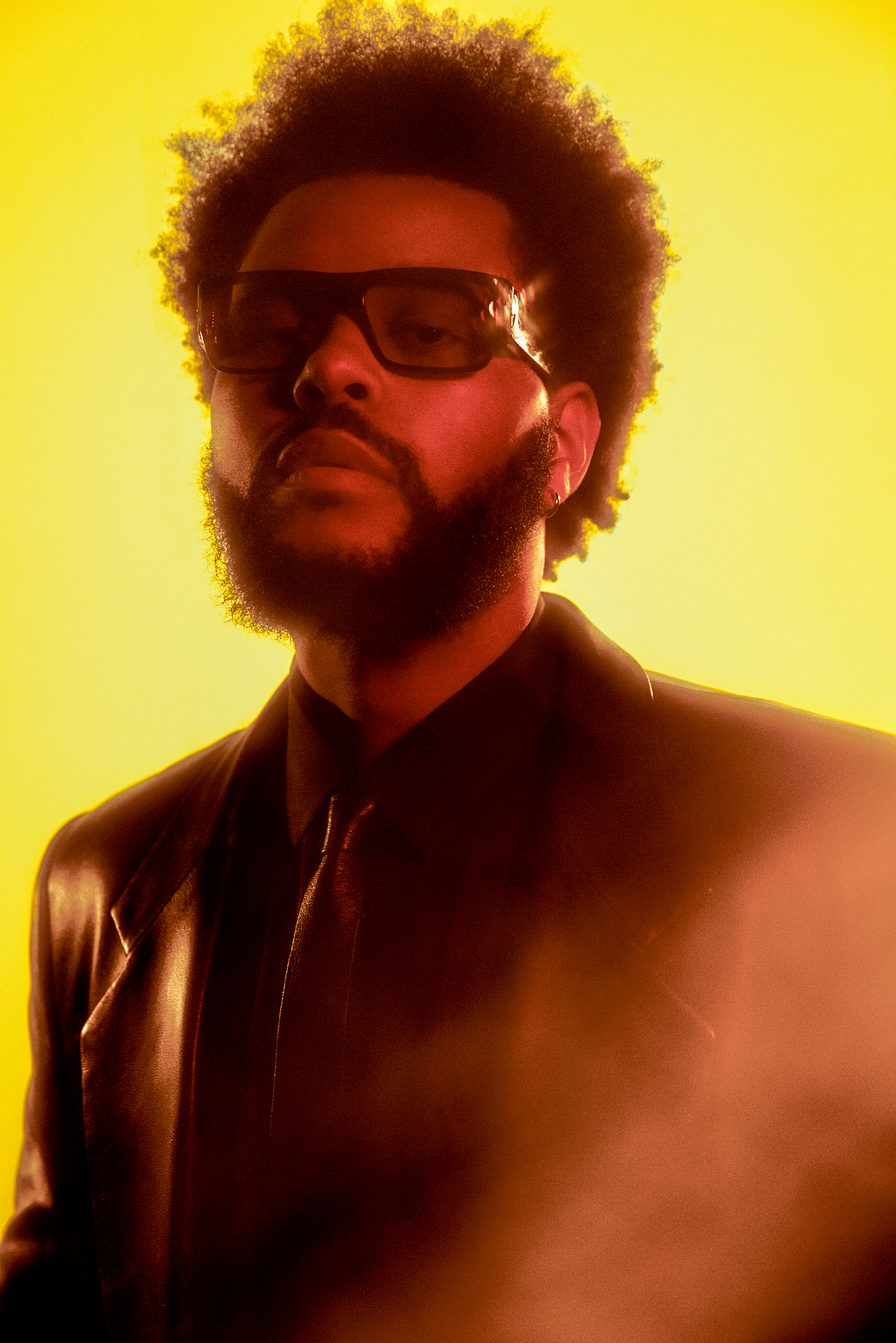
Bruno Mars, Dua Lipa, und The Weeknd (Foto) sind mit jeweils fünf Liedern am häufigsten in den Top 100 vertreten.

Berücksichtigt werden lediglich Streamingzahlen der Lieder, die sich in den Top 200 der täglichen Spotify-Charts behaupten konnten.
| Platz               | Lied                            | Künstler                                 | Streams (in Milliarden) | Jahr | Land                                        | Veränderung (Letzte Platzierung am 23. Dezember 2024) |
| ------------------- | ------------------------------- | ---------------------------------------- | ----------------------- | ---- | ------------------------------------------- | ----------------------------------------------------- |
| 1                   | Blinding Lights                 | The Weeknd                               | 4,836                   | 2019 | Kanada                                      | ▬ (1)                                                 |
| 2                   | Shape of You                    | Ed Sheeran                               | 4,357                   | 2017 | Vereinigtes Königreich                      | ▬ (2)                                                 |
| 3                   | Someone You Loved               | Lewis Capaldi                            | 3,901                   | 2018 | Vereinigtes Königreich                      | ▬ (3)                                                 |
| 4                   | Starboy                         | The Weeknd feat. Daft Punk               | 3,889                   | 2016 | Kanada / Frankreich                         | ▲ (5)                                                 |
| 5                   | As It Was                       | Harry Styles                             | 3,873                   | 2022 | Vereinigtes Königreich                      | ▲ (6)                                                 |
| 6                   | Sunflower                       | Post Malone feat. Swae Lee               | 3,812                   | 2018 | Vereinigte Staaten                          | ▼ (4)                                                 |
| 7                   | Sweater Weather                 | The Neighbourhood                        | 3,768                   | 2012 | Vereinigte Staaten                          | ▲ (15)                                                |
| 8                   | One Dance                       | Drake feat. Wizkid & Kyla                | 3,629                   | 2016 | Kanada / Nigeria / Vereinigtes Königreich   | ▼ (7)                                                 |
| 9                   | Stay                            | The Kid Laroi feat. Justin Bieber        | 3,548                   | 2021 | Australien / Kanada                         | ▬ (9)                                                 |
| 10                  | Perfect                         | Ed Sheeran                               | 3,431                   | 2017 | Vereinigtes Königreich                      | ▲ (13)                                                |
| 11                  | Believer                        | Imagine Dragons                          | 3,428                   | 2017 | Vereinigte Staaten                          | ▼ (10)                                                |
| 12                  | Heat Waves                      | Glass Animals                            | 3,380                   | 2020 | Vereinigtes Königreich                      | ▼ (11)                                                |
| 13                  | Lovely                          | Billie Eilish feat. Khalid               | 3,308                   | 2018 | Vereinigte Staaten                          | ▲ (17)                                                |
| 14                  | Closer                          | The Chainsmokers feat. Halsey            | 3,261                   | 2016 | Vereinigte Staaten                          | ▬ (14)                                                |
| 15                  | Dance Monkey                    | Tones and I                              | 3,258                   | 2019 | Australien                                  | ▼ (8)                                                 |
| 16                  | Say You Won’t Let Go            | James Arthur                             | 3,255                   | 2016 | Vereinigtes Königreich                      | ▬ (16)                                                |
| 17                  | Rockstar                        | Post Malone feat. 21 Savage              | 3,174                   | 2017 | Vereinigte Staaten / Vereinigtes Königreich | ▼ (12)                                                |
| 18                  | Something Just Like This        | The Chainsmokers feat. Coldplay          | 3,151                   | 2017 | Vereinigte Staaten / Vereinigtes Königreich | ▲ (21)                                                |
| 19                  | Riptide                         | Vance Joy                                | 3,095                   | 2014 | Australien                                  | ▲ (28)                                                |
| 20                  | I Wanna Be Yours                | Arctic Monkeys                           | 3,043                   | 2013 | Vereinigtes Königreich                      | ▲ (NEU)                                               |
| 21                  | Take Me to Church               | Hozier                                   | 3,026                   | 2013 | Irland                                      | ▲ (26)                                                |
| 22                  | Another Love                    | Tom Odell                                | 3,019                   | 2013 | Vereinigtes Königreich                      | ▲ (34)                                                |
| 23                  | Yellow                          | Coldplay                                 | 3,015                   | 2000 | Vereinigtes Königreich                      | ▲ (43)                                                |
| 24                  | Watermelon Sugar                | Harry Styles                             | 3,007                   | 2019 | Vereinigtes Königreich                      | ▼ (19)                                                |
| 25                  | Señorita                        | Shawn Mendes & Camila Cabello            | 3,003                   | 2019 | Kanada / Kuba                               | ▼ (18)                                                |
| 26                  | The Night We Met                | Lord Huron                               | 2,982                   | 2015 | Vereinigte Staaten                          | ▲ (81)                                                |
| 27                  | Counting Stars                  | OneRepublic                              | 2,959                   | 2013 | Vereinigte Staaten                          | ▲ (32)                                                |
| 28                  | Photograph                      | Ed Sheeran                               | 2,925                   | 2014 | Vereinigtes Königreich                      | ▼ (25)                                                |
| 29                  | Don’t Start Now                 | Dua Lipa                                 | 2,922                   | 2019 | Vereinigtes Königreich                      | ▼ (20)                                                |
| 30                  | Cruel Summer                    | Taylor Swift                             | 2,890                   | 2019 | Vereinigte Staaten                          | ▲ (74)                                                |
| 31                  | Lucid Dreams (Forget Me)        | Juice Wrld                               | 2,880                   | 2018 | Vereinigte Staaten                          | ▼ (22)                                                |
| 32                  | Can’t Hold Us                   | Macklemore & Ryan Lewis feat. Ray Dalton | 2,874                   | 2012 | Vereinigte Staaten                          | ▲ (38)                                                |
| 33                  | Goosebumps                      | Travis Scott                             | 2,828                   | 2016 | Vereinigte Staaten                          | ▲ (37)                                                |
| 34                  | Circles                         | Post Malone                              | 2,820                   | 2019 | Vereinigte Staaten                          | ▼ (30)                                                |
| 35                  | Bohemian Rhapsody               | Queen                                    | 2,792                   | 1975 | Vereinigtes Königreich                      | ▼ (29)                                                |
| 36                  | Die For You                     | The Weeknd                               | 2,781                   | 2019 | Kanada                                      | ▲ (47)                                                |
| 37                  | God’s Plan                      | Drake                                    | 2,771                   | 2018 | Kanada                                      | ▼ (23)                                                |
| 38                  | Thinking Out Loud               | Ed Sheeran                               | 2,769                   | 2014 | Vereinigtes Königreich                      | ▼ (27)                                                |
| 39                  | Love Yourself                   | Justin Bieber                            | 2,766                   | 2015 | Kanada                                      | ▼ (33)                                                |
| 40                  | Shallow                         | Lady Gaga & Bradley Cooper               | 2,763                   | 2018 | Vereinigte Staaten                          | ▼ (31)                                                |
| 41                  | Viva la Vida                    | Coldplay                                 | 2,751                   | 2008 | Vereinigtes Königreich                      | ▲ (70)                                                |
| 42                  | Just the Way You Are            | Bruno Mars                               | 2,740                   | 2010 | Vereinigte Staaten                          | ▲ (71)                                                |
| 43                  | Bad Guy                         | Billie Eilish                            | 2,725                   | 2019 | Vereinigte Staaten                          | ▼ (24)                                                |
| 44                  | All of Me                       | John Legend                              | 2,725                   | 2013 | Vereinigte Staaten                          | ▼ (36)                                                |
| 45                  | Wake Me Up                      | Avicii                                   | 2,715                   | 2013 | Schweden                                    | ▼ (40)                                                |
| 46                  | Thunder                         | Imagine Dragons                          | 2,709                   | 2017 | Vereinigte Staaten                          | ▼ (35)                                                |
| 47                  | Demons                          | Imagine Dragons                          | 2,671                   | 2012 | Vereinigte Staaten                          | ▼ (45)                                                |
| 48                  | The Hills                       | The Weeknd                               | 2,654                   | 2015 | Kanada                                      | ▼ (41)                                                |
| 49                  | Locked Out Of Heaven            | Bruno Mars                               | 2,650                   | 2012 | Vereinigte Staaten                          | ▲ (94)                                                |
| 50                  | Stressed Out                    | Twenty One Pilots                        | 2,649                   | 2015 | Vereinigte Staaten                          | ▼ (39)                                                |
| 51                  | Every Breath You Take           | The Police                               | 2,648                   | 1983 | Vereinigtes Königreich                      | ▲ (80)                                                |
| 52                  | When I Was Your Man             | Bruno Mars                               | 2,638                   | 2012 | Vereinigte Staaten                          | ▲ (67)                                                |
| 53                  | That’s What I Like              | Bruno Mars                               | 2,632                   | 2016 | Vereinigte Staaten                          | ▲ (72)                                                |
| 54                  | Humble                          | Kendrick Lamar                           | 2,629                   | 2017 | Vereinigte Staaten                          | ▼ (49)                                                |
| 55                  | Without Me                      | Eminem                                   | 2,628                   | 2002 | Vereinigte Staaten                          | ▲ (62)                                                |
| 56                  | Mr. Brightside                  | The Killers                              | 2,620                   | 2004 | Vereinigte Staaten                          | ▲ (57)                                                |
| 57                  | No Role Modelz                  | J. Cole                                  | 2,581                   | 2017 | Vereinigte Staaten                          | ▼ (48)                                                |
| 58                  | Do I Wanna Know?                | Arctic Monkeys                           | 2,575                   | 2013 | Vereinigtes Königreich                      | ▼ (53)                                                |
| 59                  | In the End                      | Linkin Park                              | 2,563                   | 2000 | Vereinigte Staaten                          | ▲ (83)                                                |
| 60                  | Lose Yourself                   | Eminem                                   | 2,554                   | 2004 | Vereinigte Staaten                          | ▼ (51)                                                |
| 61                  | Let Her Go                      | Passenger                                | 2,547                   | 2012 | Vereinigtes Königreich                      | ▼ (44)                                                |
| 62                  | Birds of a Feather              | Billie Eilish                            | 2,544                   | 2024 | Vereinigte Staaten                          | ▲ (NEU)                                               |
| 63                  | Flowers                         | Miley Cyrus                              | 2,531                   | 2023 | Vereinigte Staaten                          | ▲ (91)                                                |
| 64                  | 7 Rings                         | Ariana Grande                            | 2,528                   | 2019 | Vereinigte Staaten                          | ▼ (42)                                                |
| 65                  | Unforgettable                   | French Montana feat. Swae Lee            | 2,505                   | 2017 | Vereinigte Staaten                          | ▲ (78)                                                |
| 66                  | Let Me Love You                 | DJ Snake feat. Justin Bieber             | 2,499                   | 2016 | Frankreich / Kanada                         | ▼ (60)                                                |
| 67                  | Drivers License                 | Olivia Rodrigo                           | 2,493                   | 2021 | Vereinigte Staaten                          | ▼ (52)                                                |
| 68                  | Treat You Better                | Shawn Mendes                             | 2,489                   | 2016 | Kanada                                      | ▼ (56)                                                |
| 69                  | Kill Bill                       | SZA                                      | 2,481                   | 2022 | Vereinigte Staaten                          | ▲ (NEU)                                               |
| 70                  | Die With A Smile                | Lady Gaga feat. Bruno Mars               | 2,470                   | 2024 | Vereinigte Staaten                          | ▲ (NEU)                                               |
| 71                  | One Kiss                        | Calvin Harris feat. Dua Lipa             | 2,429                   | 2018 | Schottland / Vereinigtes Königreich         | ▼ (54)                                                |
| 72                  | Sorry                           | Justin Bieber                            | 2,429                   | 2015 | Kanada                                      | ▼ (64)                                                |
| 73                  | Good 4 U                        | Olivia Rodrigo                           | 2,423                   | 2021 | Vereinigte Staaten                          | ▼ (55)                                                |
| 74                  | Don't Stop Believin'            | Journey                                  | 2,408                   | 1981 | Vereinigte Staaten                          | ▲ (NEU)                                               |
| 75                  | There’s Nothing Holding Me Back | Shawn Mendes                             | 2,408                   | 2017 | Kanada                                      | ▼ (77)                                                |
| 76                  | Smells Like Teen Spirit         | Nirvana                                  | 2,405                   | 1991 | Vereinigte Staaten                          | ▲ (82)                                                |
| 77                  | Happier                         | Marshmello feat. Bastille                | 2,397                   | 2018 | Vereinigte Staaten / Vereinigtes Königreich | ▼ (59)                                                |
| 78                  | Sad!                            | XXXTentacion                             | 2,380                   | 2018 | Vereinigte Staaten                          | ▼ (46)                                                |
| 79                  | Cold Heart (Pnau Remix)         | Elton John feat. Dua Lipa & Pnau         | 2,372                   | 2021 | Vereinigtes Königreich / Australien         | ▲ (87)                                                |
| 80                  | Jocelyn Flores                  | XXXTentacion                             | 2,367                   | 2017 | Vereinigte Staaten                          | ▼ (50)                                                |
| 81                  | Sicko Mode                      | Travis Scott                             | 2,365                   | 2018 | Vereinigte Staaten                          | ▼ (58)                                                |
| 82                  | See You Again                   | Tyler, the Creator feat. Kali Uchis      | 2,362                   | 2017 | Vereinigte Staaten                          | ▲ (NEU)                                               |
| 83                  | Lean On                         | Major Lazer feat. MØ & DJ Snake          | 2,353                   | 2015 | Vereinigte Staaten / Dänemark / Frankreich  | ▼ (69)                                                |
| 84                  | Seven                           | Jung Kook feat. Latto                    | 2,353                   | 2023 | Südkorea / Vereinigte Staaten               | ▲ (NEU)                                               |
| 85                  | Save Your Tears                 | The Weeknd                               | 2,349                   | 2020 | Kanada                                      | ▲ (89)                                                |
| 86                  | The Scientist                   | Coldplay                                 | 2,339                   | 2002 | Vereinigtes Königreich                      | ▲ (NEU)                                               |
| 87                  | XO Tour Llif3                   | Lil Uzi Vert                             | 2,337                   | 2017 | Vereinigte Staaten                          | ▼ (61)                                                |
| 88                  | Wonderwall                      | Oasis                                    | 2,337                   | 1995 | Vereinigtes Königreich                      | ▼ (86)                                                |
| 89                  | All The Stars                   | Kendrick Lamar feat. SZA                 | 2,327                   | 2018 | Vereinigte Staaten                          | ▲ (NEU)                                               |
| 90                  | Don’t Stop Me Now               | Queen                                    | 2,319                   | 1978 | Vereinigtes Königreich                      | ▲ (92)                                                |
| 91                  | Take On Me                      | a-ha                                     | 2,318                   | 1984 | Norwegen                                    | ▲ (NEU)                                               |
| 92                  | Levitating                      | Dua Lipa feat. DaBaby                    | 2,318                   | 2020 | Vereinigtes Königreich / Vereinigte Staaten | ▼ (68)                                                |
| 93                  | Uptown Funk                     | Mark Ronson feat. Bruno Mars             | 2,316                   | 2015 | Vereinigtes Königreich / Vereinigte Staaten | ▼ (85)                                                |
| 94                  | New Rules                       | Dua Lipa                                 | 2,314                   | 2017 | Vereinigtes Königreich                      | ▼ (63)                                                |
| 95                  | Too Good at Goodbyes            | Sam Smith                                | 2,302                   | 2017 | Vereinigtes Königreich                      | ▼ (73)                                                |
| 96                  | Stay with Me                    | Sam Smith                                | 2,292                   | 2014 | Vereinigtes Königreich                      | ▼ (65)                                                |
| 97                  | Someone like You                | Adele                                    | 2,290                   | 2011 | Vereinigtes Königreich                      | ▲ (99)                                                |
| 98                  | Havana                          | Camila Cabello feat. Young Thug          | 2,281                   | 2017 | Kuba / Vereinigte Staaten                   | ▼ (66)                                                |
| 99                  | Memories                        | Maroon 5                                 | 2,260                   | 2019 | Vereinigte Staaten                          | ▼ (79)                                                |
| 100                 | Without Me                      | Halsey                                   | 2,254                   | 2020 | Vereinigte Staaten                          | ▼ (75)                                                |
| Stand: 16. Mai 2025 |                                 |                                          |                         |      |                                             |                                                       |

## Meistgestreamte Lieder nach Land
Die Liste enthält die zehn Lieder mit den jeweils meisten Streams in Deutschland, Österreich, der Schweiz, Großbritannien und den USA, sowie die Lieder mit den jeweils meisten Streams in allen weiteren Ländern. Die Liste ist aufgrund der eingeschränkten globalen Verfügbarkeit des Musikstreaming Dienstes nicht vollständig. Siehe dazu: Geografische Verfügbarkeit von Spotify.

### Deutschland
| #                   | Lied                            | Künstler                    | Land                     | Streams (in Millionen) |
| ------------------- | ------------------------------- | --------------------------- | ------------------------ | ---------------------- |
| 1                   | Roller                          | Apache 207                  | Deutschland              | 360,5                  |
| 2                   | Blinding Lights                 | The Weeknd                  | Kanada                   | 225,9                  |
| 3                   | Komet                           | Udo Lindenberg & Apache 207 | Deutschland              | 223,4                  |
| 4                   | Another Love                    | Tom Odell                   | Vereinigtes Königreich   | 213                    |
| 5                   | Ohne mein Team                  | Bonez MC und RAF Camora     | Deutschland / Österreich | 210,2                  |
| 6                   | Dance Monkey                    | Tones and I                 | Australien               | 188,6                  |
| 7                   | Sommergewitter                  | Pashanim                    | Deutschland              | 186,2                  |
| 8                   | All I Want for Christmas Is You | Mariah Carey                | Vereinigte Staaten       | 184,8                  |
| 9                   | In the End                      | Linkin Park                 | Vereinigte Staaten       | 182,1                  |
| 10                  | Last Christmas                  | Wham!                       | Vereinigtes Königreich   | 179,6                  |
| Stand: 3. Juli 2025 |                                 |                             |                          |                        |

### Österreich
| #                   | Lied                            | Künstler                  | Land                     | Streams (in Millionen) |
| ------------------- | ------------------------------- | ------------------------- | ------------------------ | ---------------------- |
| 1                   | Another Love                    | Tom Odell                 | Vereinigtes Königreich   | 21,5                   |
| 2                   | Ohne mein Team                  | Bonez MC und RAF Camora   | Deutschland / Österreich | 19,8                   |
| 3                   | Roller                          | Apache 207                | Deutschland              | 19,3                   |
| 4                   | All I Want for Christmas Is You | Mariah Carey              | Vereinigte Staaten       | 17,7                   |
| 5                   | Last Christmas                  | Wham!                     | Vereinigtes Königreich   | 17,5                   |
| 6                   | Blinding Lights                 | The Weeknd                | Kanada                   | 17                     |
| 7                   | Heat Waves                      | Glass Animals             | Vereinigtes Königreich   | 16,5                   |
| 8                   | 500 PS                          | Bonez MC und RAF Camora   | Deutschland / Österreich | 16,5                   |
| 9                   | Sweater Weather                 | The Neighbourhood         | Vereinigte Staaten       | 16,2                   |
| 10                  | Blaues Licht                    | RAF Camora feat. Bonez MC | Österreich / Deutschland | 16                     |
| Stand: 3. Juli 2025 |                                 |                           |                          |                        |

### Schweiz
| #                   | Lied              | Künstler                       | Land                             | Streams (in Millionen) |
| ------------------- | ----------------- | ------------------------------ | -------------------------------- | ---------------------- |
| 1                   | Someone You Loved | Lewis Capaldi                  | Vereinigtes Königreich           | 33,2                   |
| 2                   | Blinding Lights   | The Weeknd                     | Kanada                           | 31,2                   |
| 3                   | Another Love      | Tom Odell                      | Vereinigtes Königreich           | 30,3                   |
| 4                   | Dance Monkey      | Tones and I                    | Australien                       | 25,3                   |
| 5                   | Shallow           | Lady Gaga und Bradley Cooper   | Vereinigte Staaten               | 23,7                   |
| 6                   | Heat Waves        | Glass Animals                  | Vereinigtes Königreich           | 23,6                   |
| 7                   | I’m Good (Blue)   | David Guetta & Bebe Rexha      | Frankreich / Vereinigte Staaten  | 22,4                   |
| 8                   | Where Are You Now | Lost Frequencies & Calum Scott | Belgien / Vereinigtes Königreich | 22,3                   |
| 9                   | Shape of You      | Ed Sheeran                     | Vereinigtes Königreich           | 21,5                   |
| 10                  | Lovely            | Billie Eilish & Khalid         | Vereinigte Staaten               | 21,3                   |
| Stand: 3. Juli 2025 |                   |                                |                                  |                        |

### Vereinigtes Königreich
| #                   | Lied                            | Künstler       | Land                   | Streams (in Millionen) |
| ------------------- | ------------------------------- | -------------- | ---------------------- | ---------------------- |
| 1                   | Mr. Brightside                  | The Killers    | Vereinigte Staaten     | 393                    |
| 2                   | Someone You Loved               | Lewis Capaldi  | Vereinigtes Königreich | 318,1                  |
| 3                   | One Dance                       | Drake          | Kanada                 | 264,5                  |
| 4                   | Riptide                         | Vance Joy      | Australien             | 262,7                  |
| 5                   | Blinding Lights                 | The Weeknd     | Kanada                 | 250,1                  |
| 6                   | Do I Wanna Know?                | Arctic Monkeys | Vereinigtes Königreich | 216,9                  |
| 7                   | Shape of You                    | Ed Sheeran     | Vereinigtes Königreich | 214,4                  |
| 8                   | Wonderwall                      | Oasis          | Vereinigtes Königreich | 211,8                  |
| 9                   | All I Want for Christmas Is You | Mariah Carey   | Vereinigte Staaten     | 206,2                  |
| 10                  | Take Me to Church               | Hozier         | Irland                 | 205,9                  |
| Stand: 3. Juli 2025 |                                 |                |                        |                        |

### Vereinigte Staaten
| #                   | Lied                    | Künstler                            | Land               | Streams (in Millionen) |
| ------------------- | ----------------------- | ----------------------------------- | ------------------ | ---------------------- |
| 1                   | No Role Modelz          | J. Cole                             | Vereinigte Staaten | 1191,1                 |
| 2                   | Sunflower               | Post Malone & Swae Lee              | Vereinigte Staaten | 1164,1                 |
| 3                   | Lucid Dreams            | Juice Wrld                          | Vereinigte Staaten | 925,9                  |
| 4                   | Sweater Weather         | The Neighbourhood                   | Vereinigte Staaten | 899,3                  |
| 5                   | Humble                  | Kendrick Lamar                      | Vereinigte Staaten | 831,4                  |
| 6                   | See You Again           | Tyler, the Creator feat. Kali Uchis | Vereinigte Staaten | 793,3                  |
| 7                   | XO Tour Llif3           | Lil Uzi Vert                        | Vereinigte Staaten | 785,7                  |
| 8                   | Last Night              | Morgan Wallen                       | Vereinigte Staaten | 782,2                  |
| 9                   | Something in the Orange | Zach Bryan                          | Vereinigte Staaten | 772,5                  |
| 10                  | Goosebumps              | Travis Scott                        | Vereinigte Staaten | 740,9                  |
| Stand: 3. Juli 2025 |                         |                                     |                    |                        |

### Weitere Länder
Die Liste ist alphabetisch nach Titel und absteigend nach Zahl der Streams in den einzelnen Ländern geordnet.
| Land                         | Lied                          | Künstler                     | Land des Künstlers      | Streams (in Millionen) |
| ---------------------------- | ----------------------------- | ---------------------------- | ----------------------- | ---------------------- |
| Saudi-Arabien                | Another Love                  | Tom Odell                    | Vereinigtes Königreich  | 12,1                   |
| Estland                      | Aluspükse                     | 5miinust                     | Estland                 | 4,3                    |
| Litauen                      | Apkabink                      | Jessica Shy                  | Litauen                 | 7,4                    |
| Schweden                     | Babblarnas vaggvisa           | Babblarna                    | Schweden                | 132                    |
| Rumänien                     | Baklava                       | Gya                          | Rumänien                | 16,5                   |
| Luxemburg                    | Beautiful Things              | Benson Boone                 | Vereinigte Staaten      | 1,6                    |
| Belgien                      | Blinding Lights               | The Weeknd                   | Kanada                  | 43,2                   |
| Polen                        | California                    | White 2115                   | Polen                   | 113,1                  |
| Ukraine                      | Силуети                       | SadSvit                      | Ukraine                 | 18,2                   |
| Italien                      | Crudelia - I nervi            | Marracash                    | Italien                 | 167,6                  |
| Marokko                      | Dawk Lya                      | Snor                         | Kanada                  | 17                     |
| Nigeria                      | Dealer                        | Ayo Maff                     | Nigeria                 | 44,8                   |
| Hongkong                     | Dear My Friend                | Keung To                     | Hongkong                | 37,9                   |
| Portugal                     | Devia Ir                      | Wet Bed Gang                 | Portugal                | 33,9                   |
| Russland                     | Dezhavyu                      | Kizaru                       | Russland                | 23,6                   |
| Malaysia                     | Double Take                   | Dhruv                        | Vereinigtes Königreich  | 50,7                   |
| Neuseeland                   | Dreams                        | Fleetwood Mac                | Vereinigtes Königreich  | 43,6                   |
| Niederlande                  | Duurt te lang                 | Davina Michelle              | Niederlande             | 121,2                  |
| Island                       | Dvel ég í draumahöll          | Hafdís Huld                  | Island                  | 6,7                    |
| Ägypten                      | البخت (ElBakht)               | Wegz                         | Ägypten                 | 37,7                   |
| Südafrika                    | Imithandazo                   | Kabza De Small               | Südafrika               | 29,1                   |
| Pakistan                     | Jhol                          | Maanu                        | Pakistan                | 25,3                   |
| Spanien                      | La Bachata                    | Manuel Turizo                | Kolumbien               | 313,3                  |
| Argentinien                  | La Bachata                    | Manuel Turizo                | Kolumbien               | 200                    |
| Chile                        | La Bachata                    | Manuel Turizo                | Kolumbien               | 138,5                  |
| Costa Rica                   | La Bachata                    | Manuel Turizo                | Kolumbien               | 28,1                   |
| Bolivien                     | La Bachata                    | Manuel Turizo                | Kolumbien               | 22,5                   |
| Uruguay                      | La Bachata                    | Manuel Turizo                | Kolumbien               | 16                     |
| Mexiko                       | La Canción                    | J Balvin feat. Bad Bunny     | Kolumbien / Puerto Rico | 591,9                  |
| Guatemala                    | La Canción                    | J Balvin feat. Bad Bunny     | Kolumbien / Puerto Rico | 51,1                   |
| Ecuador                      | La Canción                    | J Balvin feat. Bad Bunny     | Kolumbien / Puerto Rico | 47,6                   |
| Paraguay                     | La Canción                    | J Balvin feat. Bad Bunny     | Kolumbien / Puerto Rico | 29,6                   |
| El Salvador                  | La Canción                    | J Balvin feat. Bad Bunny     | Kolumbien / Puerto Rico | 24,1                   |
| Honduras                     | La Canción                    | J Balvin feat. Bad Bunny     | Kolumbien / Puerto Rico | 20                     |
| Panama                       | La Canción                    | J Balvin feat. Bad Bunny     | Kolumbien / Puerto Rico | 13,1                   |
| Nicaragua                    | La Canción                    | J Balvin feat. Bad Bunny     | Kolumbien / Puerto Rico | 11,1                   |
| Frankreich                   | La vie qu’on mène             | Ninho                        | Frankreich              | 241,3                  |
| Brasilien                    | Leão                          | Marília Mendonça             | Brasilien               | 436,4                  |
| Kolumbien                    | Luna                          | Feid                         | Kolumbien               | 142,8                  |
| Venezuela                    | Luna                          | Feid                         | Kolumbien               | 13,7                   |
| Indien                       | Maan Meri Jaan                | King                         | Indien                  | 483,5                  |
| Dominikanische Republik      | Me Porto Bonito               | Bad Bunny & Chencho Corleone | Puerto Rico             | 16,3                   |
| Peru                         | Me Rehúso                     | Danny Ocean                  | Venezuela               | 108                    |
| Ungarn                       | Mind1                         | Azahriah                     | Ungarn                  | 24,2                   |
| Australien                   | Mr. Brightside                | The Killers                  | Vereinigtes Königreich  | 200,5                  |
| Vereinigte Arabische Emirate | Running Wild                  | Jin                          | Südkorea                | 14,4                   |
| Indonesien                   | Runtuh                        | Feby Putri                   | Indonesien              | 576,5                  |
| Tschechien                   | Safír                         | Calin                        | Tschechien              | 35                     |
| Singapur                     | Say You Won’t Let Go          | James Arthur                 | Vereinigtes Königreich  | 40,9                   |
| Türkei                       | Seni Dert Etmeler             | Madrigal                     | Türkei                  | 256,8                  |
| Vietnam                      | Seven                         | Jung Kook                    | Südkorea                | 242,5                  |
| Thailand                     | Seven                         | Jung Kook                    | Südkorea                | 203,7                  |
| Malta                        | Shape of You                  | Ed Sheeran                   | Vereinigtes Königreich  | 0,6                    |
| Israel                       | שקיעות אדומות (Shkiot Adumot) | Eden Hason                   | Israel                  | 22,3                   |
| Griechenland                 | Skoni                         | Toquel                       | Griechenland            | 29,8                   |
| Dänemark                     | Stor mand                     | Tobias Rahim                 | Dänemark                | 58,5                   |
| Norwegen                     | Someone You Loved             | Lewis Capaldi                | Vereinigtes Königreich  | 57,7                   |
| Irland                       | Someone You Loved             | Lewis Capaldi                | Vereinigtes Königreich  | 40,8                   |
| Kanada                       | Sunflower                     | Post Malone & Rae Sremmurd   | Vereinigte Staaten      | 159,9                  |
| Slowakei                     | Sunset                        | Separ                        | Slowakei                | 10,6                   |
| Lettland                     | Sweater Weather               | The Neighbourhood            | Vereinigte Staaten      | 4,8                    |
| Philippinen                  | Tadhana                       | Up Dharma Down               | Philippinen             | 375,7                  |
| Japan                        | 点描の唄 (Tenbyouno Uta)      | Mrs. Green Apple             | Japan                   | 262,5                  |
| Finnland                     | Timanttei                     | Mirella                      | Finnland                | 33,9                   |
| Südkorea                     | Who                           | Jimin                        | Südkorea                | 65,8                   |
| Kasachstan                   | Who                           | Jimin                        | Südkorea                | 12,1                   |
| Belarus                      | Who                           | Jimin                        | Südkorea                | 8,7                    |
| Bulgarien                    | Who                           | Jimin                        | Südkorea                | 7,8                    |
| Taiwan                       | Without You                   | 高爾宣 OSN                   | Taiwan                  | 54,8                   |
| Stand: 3. Juli 2025          |                               |                              |                         |                        |

## Meistgestreamte deutschsprachige Lieder

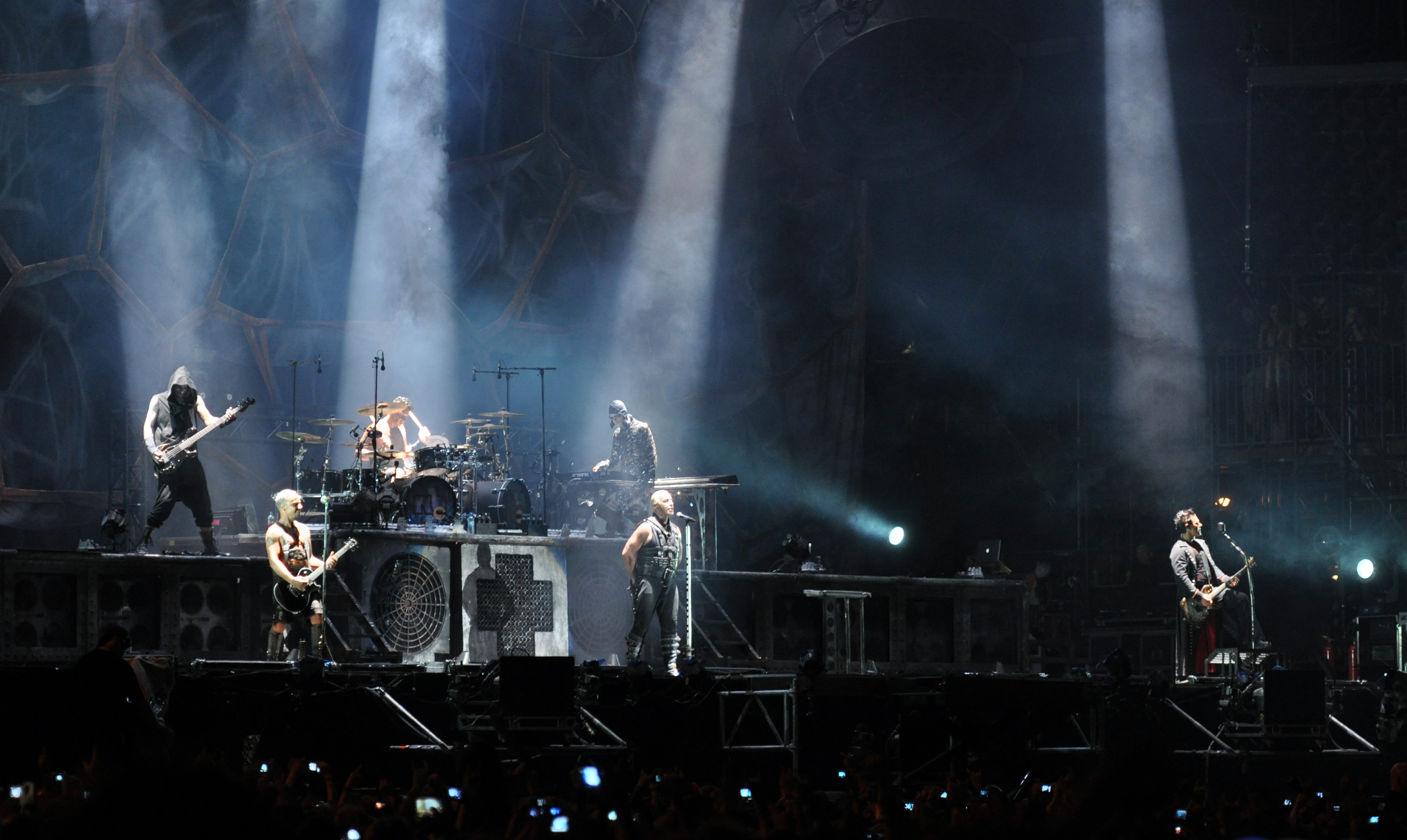
Rammstein (Bild) ist mit 16 Liedern am häufigsten in den deutschsprachigen Top 100 vertreten.

| #  | Künstler    | Lieder in den Top 100 |
| -- | ----------- | --------------------- |
| 1  | Rammstein   | 16                    |
| 2  | Apache 207  | 10                    |
| 3  | Bonez MC    | 8                     |
| 4  | RAF Camora  | 7                     |
| 5  | Bausa       | 5                     |
| 6  | Capital Bra | 5                     |
| 7  | Pashanim    | 4                     |
| 8  | Cro         | 4                     |
| 9  | Sido        | 4                     |
| 10 | Luciano     | 3                     |

| #                   | Lied                              | Künstler                                          | Jahr | Streams (in Millionen) | Veränderung (Letzte Platzierung am 27. Oktober 2024) |
| ------------------- | --------------------------------- | ------------------------------------------------- | ---- | ---------------------- | ---------------------------------------------------- |
| 1                   | Du hast                           | Rammstein                                         | 1997 | 697,0                  | ▬ (1)                                                |
| 2                   | Sonne                             | Rammstein                                         | 2001 | 652,6                  | ▬ (2)                                                |
| 3                   | Deutschland                       | Rammstein                                         | 2019 | 556,2                  | ▬ (3)                                                |
| 4                   | 99 Luftballons                    | Nena                                              | 1983 | 534,8                  | ▬ (4)                                                |
| 5                   | Roller                            | Apache 207                                        | 2019 | 442,0                  | ▬ (5)                                                |
| 6                   | Engel                             | Rammstein                                         | 1997 | 352,2                  | ▬ (6)                                                |
| 7                   | Ohne mein Team                    | Bonez MC & RAF Camora feat. Maxwell               | 2016 | 305,3                  | ▬ (7)                                                |
| 8                   | Feuer frei!                       | Rammstein                                         | 2001 | 287,1                  | ▲ (9)                                                |
| 9                   | Ich will                          | Rammstein                                         | 2001 | 279,8                  | ▲ (11)                                               |
| 10                  | 500 PS                            | Bonez MC & RAF Camora                             | 2018 | 259,9                  | ▼ (8)                                                |
| 11                  | Was du Liebe nennst               | Bausa                                             | 2017 | 268,5                  | ▼ (10)                                               |
| 12                  | Komet                             | Udo Lindenberg & Apache 207                       | 2023 | 266,8                  | ▲ (13)                                               |
| 13                  | Vermissen                         | Juju feat. Henning May                            | 2019 | 259,3                  | ▼ (12)                                               |
| 14                  | Amerika                           | Rammstein                                         | 2004 | 258,1                  | ▬ (14)                                               |
| 15                  | Ausländer                         | Rammstein                                         | 2019 | 246,4                  | ▬ (15)                                               |
| 16                  | Sommergewitter                    | Pashanim                                          | 2021 | 238,6                  | ▬ (16)                                               |
| 17                  | Bamba                             | Luciano feat. Aitch & Bia                         | 2022 | 235,7                  | ▬ (17)                                               |
| 18                  | Mein Herz brennt                  | Rammstein                                         | 2001 | 231,4                  | ▲ (20)                                               |
| 19                  | Willst du                         | Alligatoah                                        | 2013 | 229,0                  | ▼ (18)                                               |
| 20                  | Radio                             | Rammstein                                         | 2019 | 220,9                  | ▲ (21)                                               |
| 21                  | Airwaves                          | Pashanim                                          | 2020 | 217,6                  | ▼ (22)                                               |
| 22                  | 200 km/h                          | Apache 207                                        | 2019 | 216,6                  | ▼ (19)                                               |
| 23                  | Beautiful Girl                    | Luciano                                           | 2022 | 212,4                  | ▬ (23)                                               |
| 24                  | Blaues Licht                      | RAF Camora feat. Bonez MC                         | 2021 | 206,4                  | ▲ (26)                                               |
| 25                  | Palmen aus Plastik                | Bonez MC & RAF Camora                             | 2016 | 205,5                  | ▬ (25)                                               |
| 26                  | Traum                             | Cro                                               | 2014 | 205,0                  | ▲ (27)                                               |
| 27                  | Neymar                            | Capital Bra feat. Ufo361                          | 2018 | 202,6                  | ▲ (29)                                               |
| 28                  | 110                               | Capital Bra & Samra feat. LEA                     | 2019 | 201,1                  | ▼ (24)                                               |
| 29                  | Auf & ab                          | Montez                                            | 2022 | 199,5                  | ▼ (28)                                               |
| 30                  | Friesenjung                       | Ski Aggu feat. Joost & Otto Waalkes               | 2023 | 196,2                  | ▲ (35)                                               |
| 31                  | Dior 2001                         | RIN                                               | 2018 | 195,7                  | ▼ (30)                                               |
| 32                  | Wildberry Lillet                  | Nina Chuba                                        | 2022 | 192,4                  | ▲ (36)                                               |
| 33                  | Tilidin                           | Capital Bra & Samra                               | 2019 | 189,5                  | ▼ (31)                                               |
| 34                  | 2002                              | Sido feat. Apache 207                             | 2019 | 187,5                  | ▼ (32)                                               |
| 35                  | Sehnsucht                         | Miksu/Macloud feat. T-Low                         | 2022 | 186,7                  | ▼ (34)                                               |
| 36                  | Tamam Tamam                       | Summer Cem                                        | 2018 | 184,1                  | ▼ (33)                                               |
| 37                  | Einmal um die Welt                | Cro                                               | 2012 | 180,6                  | ▲ (43)                                               |
| 38                  | Monsta                            | Culcha Candela                                    | 2009 | 177,2                  | ▲ (41)                                               |
| 39                  | So wie du bist                    | MoTrip feat. Larry                                | 2015 | 177,1                  | ▬ (39)                                               |
| 40                  | Atemlos durch die Nacht           | Helene Fischer                                    | 2013 | 176,0                  | ▬ (40)                                               |
| 41                  | Hauseingang                       | Pashanim                                          | 2019 | 173,1                  | ▲ (48)                                               |
| 42                  | Wieder Lila                       | Samra & Capital Bra                               | 2019 | 172,3                  | ▼ (37)                                               |
| 43                  | Casanova                          | Summer Cem feat. Bausa                            | 2018 | 169,9                  | ▼ (38)                                               |
| 44                  | Layla                             | DJ Robin & Schürze                                | 2022 | 168,5                  | ▼ (42)                                               |
| 45                  | Pocahontas                        | AnnenMayKantereit                                 | 2016 | 168,1                  | ▼ (44)                                               |
| 46                  | Powerade                          | Ion Miles feat. Sira & BHZ                        | 2022 | 166,5                  | ▬ (46)                                               |
| 47                  | Kokain                            | Bonez MC & RAF Camora feat. Gzuz                  | 2018 | 166,5                  | ▼ (45)                                               |
| 48                  | Bye Bye                           | Cro                                               | 2015 | 165,4                  | ▲ (51)                                               |
| 49                  | Erfolg ist kein Glück             | Kontra K                                          | 2015 | 165,3                  | ▬ (49)                                               |
| 50                  | Baller los                        | Mero                                              | 2018 | 164,4                  | ▼ (47)                                               |
| 51                  | Von Party zu Party                | SXTN                                              | 2017 | 159,7                  | ▲ (52)                                               |
| 52                  | Rock Me Amadeus                   | Falco                                             | 1985 | 159,4                  | ▲ (54)                                               |
| 53                  | Madonna                           | Bausa feat. Apache 207                            | 2021 | 158,5                  | ▬ (53)                                               |
| 54                  | Standard                          | KitschKrieg feat. Trettmann, Gzuz, Gringo, Ufo361 | 2020 | 156,4                  | ▼ (50)                                               |
| 55                  | Links 2 3 4                       | Rammstein                                         | 2001 | 155,0                  | ▲ (58)                                               |
| 56                  | Sie weiß                          | Ayliva feat. Mero                                 | 2023 | 154,3                  | ▲ (57)                                               |
| 57                  | Mädchen auf dem Pferd             | Luca-Dante Spadafora & Niklas Dee, Octavian       | 2024 | 154,1                  | ▲ (66)                                               |
| 58                  | Nachts wach                       | Miksu/Macloud feat. makko                         | 2022 | 153,7                  | ▲ (61)                                               |
| 59                  | Zukunft Pink                      | Peter Fox feat. Inéz                              | 2022 | 151,8                  | ▬ (59)                                               |
| 60                  | Schlechtes Vorbild                | Sido                                              | 2007 | 151,5                  | ▲ (64)                                               |
| 61                  | Tausend Tattoos                   | Sido                                              | 2018 | 148,1                  | ▼ (56)                                               |
| 62                  | Dicke Titten                      | Rammstein                                         | 2022 | 147,8                  | ▲ (69)                                               |
| 63                  | Bläulich                          | Apache 207                                        | 2020 | 147,7                  | ▼ (55)                                               |
| 64                  | Primo                             | RAF Camora                                        | 2018 | 146,9                  | ▼ (63)                                               |
| 65                  | Alles neu                         | Peter Fox                                         | 2008 | 145,9                  | ▲ (71)                                               |
| 66                  | Heute mit mir                     | Nimo                                              | 2017 | 145,9                  | ▼ (65)                                               |
| 67                  | Ms. Jackson                       | Pashanim                                          | 2023 | 145,8                  | ▲ (100)                                              |
| 68                  | Wieso tust du dir das an?         | Apache 207                                        | 2019 | 145,6                  | ▼ (60)                                               |
| 69                  | Fame                              | Apache 207                                        | 2020 | 144,5                  | ▼ (62)                                               |
| 70                  | Wunder                            | Ayliva feat. Apache 207                           | 2024 | 144,4                  | ▲ (151)                                              |
| 71                  | Belgisches Viertel                | Art                                               | 2022 | 142,1                  | ▼ (67)                                               |
| 72                  | 9 bis 9                           | SIRA feat. Bausa & badchieff                      | 2023 | 140,5                  | ▲ (87)                                               |
| 73                  | Du riechst so gut                 | Rammstein                                         | 1995 | 139,8                  | ▲ (80)                                               |
| 74                  | Lila Wolken                       | Marteria feat. Yasha & Miss Platnum               | 2012 | 139,1                  | ▼ (73)                                               |
| 75                  | Jim Beam & Voddi                  | AK Ausserkontrolle feat. Bonez MC                 | 2017 | 138,8                  | ▲ (77)                                               |
| 76                  | Mary                              | Bausa                                             | 2019 | 138,3                  | ▼ (68)                                               |
| 77                  | Kontrollieren                     | RAF Camora & Bonez MC feat. Gzuz & Maxwell        | 2017 | 137,1                  | ▼ (75)                                               |
| 78                  | Bleib in der Schule               | Trailerpark                                       | 2014 | 136,5                  | ▼ (72)                                               |
| 79                  | Durstlöscher                      | Gustav, 01099                                     | 2021 | 136,2                  | ▲ (83)                                               |
| 80                  | Easy                              | Cro                                               | 2012 | 136,2                  | ▼ (78)                                               |
| 81                  | Ohne Dich                         | Kasimir1441 feat. Badmomzjay                      | 2021 | 135,8                  | ▼ (70)                                               |
| 82                  | Ding                              | Seeed                                             | 2005 | 135,4                  | ▲ (84)                                               |
| 83                  | Astronaut                         | Sido feat. Andreas Bourani                        | 2015 | 135,4                  | ▼ (81)                                               |
| 84                  | Kein Problem                      | Apache 207                                        | 2019 | 135,3                  | ▼ (74)                                               |
| 85                  | Frisch                            | Gustav feat. 01099                                | 2020 | 133,0                  | ▼ (79)                                               |
| 86                  | Hurra die Welt geht unter         | K.I.Z                                             | 2015 | 133,0                  | ▼ (82)                                               |
| 87                  | Millionär                         | 187 Straßenbande                                  | 2017 | 132,4                  | ▼ (86)                                               |
| 88                  | Nachts wach (Lila Wolken Bootleg) | Miksu/Macloud feat. makko                         | 2022 | 131,8                  | ▲ (93)                                               |
| 89                  | Paradise                          | Vize feat. Capital Bra & Leony                    | 2020 | 131,5                  | ▼ (76)                                               |
| 90                  | Bon Voyage                        | Miami Yacine                                      | 2017 | 131,4                  | ▬ (90)                                               |
| 91                  | In meinem Benz                    | AK Ausserkontrolle feat. Bonez MC                 | 2020 | 130,7                  | ▼ (85)                                               |
| 92                  | Hulapalu                          | Andreas Gabalier                                  | 2015 | 130,3                  | ▼ (89)                                               |
| 93                  | Meer                              | Luciano                                           | 2018 | 130,3                  | ▼ (88)                                               |
| 94                  | Tabu.                             | Yung Yury & Damn Yury                             | 2023 | 129,3                  | ▼ (92)                                               |
| 95                  | Keine Lust                        | Rammstein                                         | 2004 | 128,2                  | ▲ (98)                                               |
| 96                  | Rosenrot                          | Rammstein                                         | 2016 | 127,9                  | ▲ (99)                                               |
| 97                  | Lebenslang (HBz Remix)            | Tream feat. treamiboii & HBz                      | 2022 | 127,4                  | ▲ (105)                                              |
| 98                  | Paradise                          | Liaze                                             | 2022 | 127,1                  | ▼ (94)                                               |
| 99                  | Ein Kompliment                    | Sportfreunde Stiller                              | 2002 | 126,5                  | ▲ (118)                                              |
| 100                 | Mein Teil                         | Rammstein                                         | 2004 | 126,4                  | ▲ (103)                                              |
| Stand: 13. Mai 2025 |                                   |                                                   |      |                        |                                                      |

## Meiste Streams innerhalb eines Tages
| #                         | Lied                                        | Künstler                        | Land                          | Veröffentlicht am | Streams    | Spitzenwert am    |
| ------------------------- | ------------------------------------------- | ------------------------------- | ----------------------------- | ----------------- | ---------- | ----------------- |
| 1                         | Fortnight                                   | Taylor Swift feat. Post Malone  | Vereinigte Staaten            | 18. April 2024    | 25.204.472 | 18. April 2024    |
| 2                         | All I Want for Christmas Is You             | Mariah Carey                    | Vereinigte Staaten            | 28. Oktober 1994  | 23.701.697 | 24. Dezember 2023 |
| 3                         | Last Christmas                              | Wham!                           | Vereinigtes Königreich        | 3. Dezember 1984  | 21.869.632 | 24. Dezember 2023 |
| 4                         | Easy on Me                                  | Adele                           | Vereinigtes Königreich        | 15. Oktober 2021  | 19.749.704 | 15. Oktober 2021  |
| 5                         | The Tortured Poets Department               | Taylor Swift                    | Vereinigte Staaten            | 18. April 2024    | 19.089.937 | 18. April 2024    |
| 6                         | Rockin’ Around the Christmas Tree           | Brenda Lee                      | Vereinigte Staaten            | 19. Oktober 1958  | 18.996.936 | 24. Dezember 2023 |
| 7                         | Flowers                                     | Miley Cyrus                     | Vereinigte Staaten            | 13. Januar 2023   | 18.424.325 | 20. Januar 2023   |
| 8                         | Seven                                       | Jung Kook feat. Latto           | Südkorea / Vereinigte Staaten | 14. Juli 2023     | 17.902.017 | 14. Juli 2023     |
| 9                         | Down Bad                                    | Taylor Swift                    | Vereinigte Staaten            | 18. April 2024    | 17.431.926 | 18. April 2024    |
| 10                        | Anti-Hero                                   | Taylor Swift                    | Vereinigte Staaten            | 21. Oktober 2022  | 17.390.253 | 21. Oktober 2022  |
| 11                        | So Long, London                             | Taylor Swift                    | Vereinigte Staaten            | 18. April 2024    | 17.176.465 | 18. April 2024    |
| 12                        | My Boy Only Breaks His Favorite Toys        | Taylor Swift                    | Vereinigte Staaten            | 18. April 2024    | 17.101.904 | 18. April 2024    |
| 13                        | Lavender Haze                               | Taylor Swift                    | Vereinigte Staaten            | 21. Oktober 2022  | 16.419.161 | 21. Oktober 2022  |
| 14                        | As It Was                                   | Harry Styles                    | Vereinigtes Königreich        | 1. April 2022     | 16.103.849 | 1. April 2022     |
| 15                        | Jingle Bell Rock                            | Bobby Helms                     | Vereinigte Staaten            | 28. November 1957 | 15.945.428 | 24. Dezember 2022 |
| 16                        | But Daddy I Love Him                        | Taylor Swift                    | Vereinigte Staaten            | 18. April 2024    | 15.542.560 | 18. April 2024    |
| 17                        | Snow on the Beach                           | Taylor Swift feat. Lana Del Rey | Vereinigte Staaten            | 21. Oktober 2022  | 15.030.183 | 21. Oktober 2022  |
| 18                        | It’s Beginning to Look a Lot Like Christmas | Michael Bublé                   | Kanada                        | 18. November 2012 | 14.790.986 | 24. Dezember 2022 |
| 19                        | Santa Tell Me                               | Ariana Grande                   | Vereinigte Staaten            | 24. November 2013 | 14.643.033 | 24. Dezember 2023 |
| 20                        | Florida!!!                                  | Taylor Swift                    | Vereinigte Staaten            | 18. April 2024    | 14.459.975 | 18. April 2024    |
| Stand: 22. September 2024 |                                             |                                 |                               |                   |            |                   |